# Letovanci
Letovanci – wieś w Chorwacji, w żupanii sisacko-moslawińskiej, w mieście Sisak. W 2011 roku liczyła 56 mieszkańców.